# Johannes Hendrich
Johannes Hendrich (* 23. Mai 1919 in Mährisch Lotschnau,  Landkreis Zwittau, Tschechoslowakei; † 3. Juli 1980 in Berlin (West)) war ein deutscher Schriftsteller, Hörspiel- und Drehbuchautor.

## Leben und Wirken
Johannes Hendrich, ein Autodidakt, begann seine Autorentätigkeit als Zeitungsredakteur, ehe er von 1938 bis 1945 eingezogen wurde. Zu seinen Frühwerken zählen vor allem Reportagen und Kurzgeschichten in diversen deutschsprachigen Zeitungen und Zeitschriften der Tschechoslowakei. Nach Kriegsende 1945 ließ sich Hendrich im Westen Berlins nieder, wo er ab 1953 bis zu seinem Tode als Autor von etwa 60 Hörspielen (anfänglich vor allem für den RIAS, später auch für diverse bundesrepublikanische Sender) nachzuweisen ist. Ab 1969 führte er hierbei auch Regie. 1957 debütierte Hendrich beim Fernsehen, mit Jahresbeginn 1958 kamen auch Drehbuchaufträge für den Kinofilm hinzu. Doch fokussierte sich Hendrich bereits seit dem Folgejahr auf die Fernseharbeit.

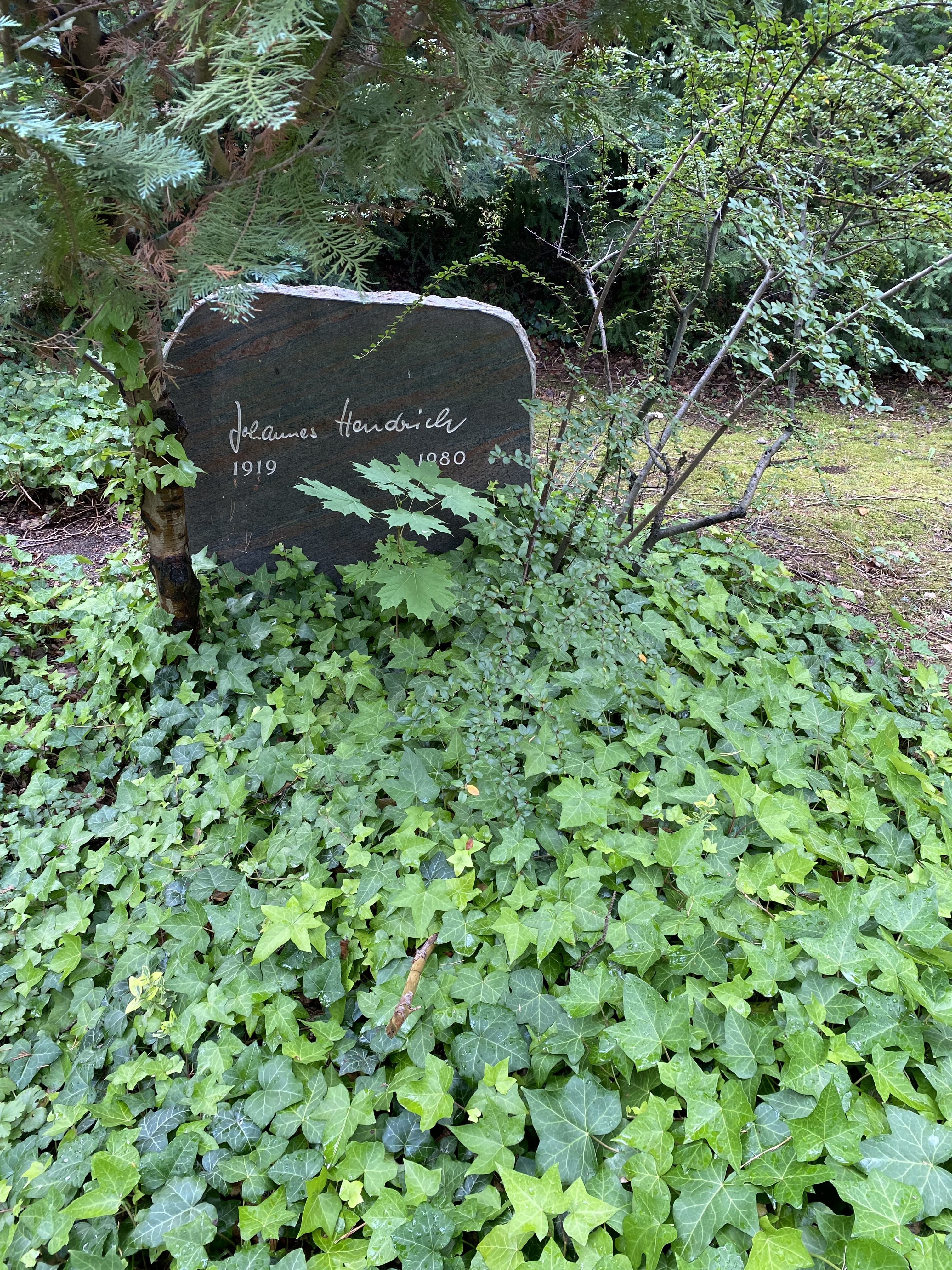
Grabstätte auf dem Waldfriedhof Zehlendorf

Hendrichs vier Drehbuchkontributionen des Jahres 1958 für den Kinofilm sind künstlerisch gänzlich bedeutungslos. Jedoch zeigen seine späteren Fernsehmanuskripte starke künstlerische und soziale Ambitionen. Er arbeitete mit führenden Regisseuren jener Jahre zusammen, darunter Arthur Pohl, Thomas Engel, Günter Gräwert, Fritz Umgelter, Ludwig Cremer, Theo Mezger und zuletzt Peter Schulze-Rohr. Dabei erwies sich Hendrich als einfühlsamer  Menschenbeobachter, dessen Manuskripte oftmals auf präzise und intensive Sozialstudien beruhen. „Die Kriegserfahrungen und später durch gründliche Recherchen vertiefte Kenntnis des Berliner Alltags in verschiedenen Milieus sind die Basis für H.s Arbeit“, wie der Medienpublizist Egon Netenjakob schrieb.
Immer wieder verdeutlichte Hendrich mit seinen Manuskripten die Auswirkung von Zeitumständen auf menschliches Verhalten: Überstunden (1965) berichtet davon, wie ein Elternpaar aufgrund beruflicher Überlastung ihren Sohn vernachlässigen. Der Sog (1967) beschreibt den unabwendbar erscheinenden Weg einer alten Dame in den Selbstmord, weil sie keine Aufgabe mehr in ihrem Leben erkennt. Kinderehen (1970) rekapituliert die Gründe für frühe Schwangerschaften junger Mädchen in unserer Gesellschaft; dafür recherchierte Hendrich fast ein Jahr lang bei Berliner Jugendämtern. Knast (1972) wiederum zeigte an drei Fallbeispielen die Gründe auf, weshalb verurteilte Straftäter nach dem Verbüßen ihrer Haftstrafen oftmals rückfällig werden. Im Vorhof der Wahrheit (1974) erzählte der Wahl-Berliner Hendrich nach einer wahren Begebenheit vom Leben des Tschechen Jaroslav Wedrich, der eine Schlüsselfigur im Berliner Bandenkrieg im Juni 1970 war. Wegen Totschlags wurde Wedrich zu fünf Jahren Gefängnis verurteilt. Johannes Hendrich besuchte ihn in seiner Zelle und verfasste sein Drehbuch nach den mitgeschnittenen Tonbandaufzeichnungen. Im Film Verdunkelung (1976) berichtete der Autor, wie im Berlin des Zweiten Weltkriegs eine Mordserie vertuscht wird, weil eine solche Bluttat in der NS-Diktatur einfach nicht geschehen durfte. Hendrichs letzte Arbeit Zausel (1983), drei Jahre nach seinem Tod ausgestrahlt, rekapituliert drei Tage eines greisen Rentners aus Berlin-Kreuzberg, dessen letzte Bezugsperson sein Hund geworden ist. Dieser Film fand sowohl bei Publikum als auch bei der Presse (FAZ: „Die Brandmauern fallen wie in Tschechows Kirschgarten die Bäume. Dennoch wird hier keine Elegie erzählt, keine Ballade und keine Idylle, sondern eine berlinische Anekdote: durch Kargheit gefühlvoll und sich selbst genug“) großen Anklang.
Seine letzte Ruhestätte fand Johannes Hendrich auf dem Waldfriedhof Zehlendorf (Abt. I W 133/heute Feld 040).

## Auszeichnungen
1952 wurde Johannes Hendrich mit dem Carl-Zuckmayer-Preis bedacht, 1970 erhielt er den Adolf-Grimme-Preis.

## Filmografie
Drehbücher zu Fernsehfilmen, wenn nicht anders angegeben
- 1957: Grenzfall Bacall
- 1958: Münchhausen in Afrika (Kino)
- 1958: Petersburger Nächte (Kino)
- 1958: Polikuschka (Kino)
- 1958: Zurück aus dem Weltall (Kino)
- 1959: Und hätte die Liebe nicht
- 1959: Der Nobelpreis
- 1960: Das Haus voller Gäste
- 1961: Das Paradies von Pont L’Eveque
- 1965: Überstunden
- 1967: Der Sog
- 1968: Der Auftrag
- 1968: Sein Traum vom Grand Prix (Mehrteiler)
- 1969: Fememord
- 1969–70: Familie Bergmann (Serie)
- 1970: Kinderehen
- 1971: Bedenkzeit
- 1971: Tatort: Der Boss
- 1972: Tatort: Rattennest
- 1972: Knast
- 1973: Ausbruch
- 1974: Im Vorhof der Wahrheit
- 1976: Verdunkelung
- 1977: Pfarrer in Kreuzberg (Serie)
- 1978: Heroin 4
- 1978: Die Kur (Serie)
- 1981: Pseudonym Hans Fallada (Dokumentarspiel)
- 1983: Zausel (posthum erschienen)

## Hörspiele
- 1953: Die alten Leute (Drehbuch)
- 1954: Minister der neuen Methode (Drehbuch)
- 1954: Lauter Engel um Monsieur Jacques (Drehbuch)
- 1954: Zonengrenzbus Helmstedt (Drehbuch)
- 1955: Eine Gondel in Paris (Drehbuch)
- 1955: Narkose (Drehbuch)
- 1955: Neuneinhalb Zeilen für Dr. Brasseur (Drehbuch)
- 1955: Und führte sie nach Ägypten (Drehbuch)
- 1955: Vorbestraft (Drehbuch)
- 1956: Das Haus voller Gäste (Drehbuch)
- 1956: Millionen-mit-gift (Drehbuch)
- 1957: Die Büchse Münchhausens (Drehbuch)
- 1957: Reise nach Warensdorf (Drehbuch)
- 1959: Das Ritterkreuz für Leutnant Kern (Drehbuch)
- 1960: Zwanzig Jahre von Zweitausend (Drehbuch)
- 1961: Unter die Räder (Drehbuch)
- 1961: Wie einem Menschen zumute ist (Drehbuch)
- 1962: Der Sog (Drehbuch)
- 1963: Plötzlich zu dritt (Drehbuch)
- 1965: Gespräch im Windschatten (Drehbuch)
- 1965: Taubenherbert (Drehbuch)
- 1967: Ein Sündenfall (Drehbuch)
- 1968: Ein Freundschaftsdienst (Drehbuch)
- 1969: Sprechblasen oder Wissen Sie, wo die Straße 200 ist (Drehbuch und Regie)
- 1969: Wie in einem Krimi (Drehbuch und Regie)
- 1969: Übergang (Drehbuch)
- 1970: Dieter Schwenke zum Beispiel (Drehbuch und Regie)
- 1974: Feuer in Hüsingen (Drehbuch und Regie)
- 1974: Hundstage (Drehbuch und Regie)
- 1980: Waren sie schon einmal an einen Stuhl gefesselt? (Drehbuch und Regie)